# روزی روزگاری استودیو
روزی روزگاری استودیو (به انگلیسی: Once Upon a Studio) یک فیلم کوتاه لایو اکشن/پویانمایی متقاطع فانتزی آمریکایی محصول ۲۰۲۳ است که توسط استودیو انیمیشن والت دیزنی به مناسبت جشن صدمین سالگرد تأسیس کمپانی والت دیزنی تولید شده‌است. این فیلم به نویسندگی و کارگردانی دن آبراهام و ترنت کوری، توسط والت دیزنی پیکچرز در ۱۶ اکتبر ۲۰۲۳ منتشر شد. در این فیلم، شخصیت‌های دیزنی پس از پایان یک روز کاری معمولی، از تصاویر آویزان شده بر دیوارهای ساختمان انیمیشن روی ای. دیزنی جان می‌گیرند و زنده می‌شوند. سبک هنری این فیلم کوتاه ترکیبی از گرافیک رایانه‌ای، سل انیمیشن و لایو اکشن است و شخصیت‌هایی از اکثر آثار استودیو تا آن زمان ساخته شده‌است، از جمله تمام ۶۲ فیلم بلند (از جمله آرزو)، فیلم‌های کوتاه متعدد، و برخی از فیلم‌های لایو اکشن دیزنی با انیمیشن‌های تولید شده توسط این استودیو مانند اژدهای بی‌میل (۱۹۴۱)، مری پاپینز (۱۹۶۴)، تختخواب سحرآمیز (۱۹۷۱)، و اژدهای پیت (1977). این فیلم به یاد برنی متینسون، کارمند باسابقه شرکت تقدیم شده‌است، که در این فیلم حضوری کوتاه دارد و فقط هشت ماه قبل از انتشار آن درگذشت.
روزی روزگاری استودیو در جشنواره بین‌المللی فیلم انیمیشن انسی در ۱۱ ژوئن ۲۰۲۳ به نمایش درآمد و اولین نمایش عمومی خود را در ایالات متحده در دنیای شگفت‌انگیز دیزنی از شرکت پخش رسانه‌ای آمریکا در ۱۵ اکتبر همراه با اولین نمایش تلویزیونی خطی افسون داشت. این فیلم در ۲۴ دسامبر در یوتیوب منتشر شد.

## بازیگران و خدمه

عکس گروهی که فیلم را به پایان می‌رساند و شامل ۵۴۳ شخصیت دیزنی می‌باشد.

- برنی متینسون در نقش خودش[۱]
- رانیکا ویلیامز در نقش یک کارآموز

### صداپیشه‌ها
- اسکات ادسیت در نقش بیمکس (شش قهرمان بزرگ)[۹]
- تونی آنسلمو در نقش دانلد داک[۹]
- جیسون بیتمن در نقش نیک وایلد (زوتوپیا)[۹]
- کریستن بل در نقش آنا (یخ‌زده)[۱۰]
- جودی بنسون در نقش آریل (پری دریایی کوچولو)[۱۱]
- رابی بنسون در نقش دیو (دیو و دلبر)
- راوی کوبات-کانیرز در نقش افسون (افسون)[۹]
- گریفن کمپبل در نقش پینوکیو
- آلیئی کراوالیو در نقش موانا[۱۲]
- جیم کامینگز در نقش بلو (کتاب جنگل) و وینی پو[۹]
- آریانا دبوز در نقش آرزو (آرزو)[۱۰]
- کریس دیامانتوپولوس در نقش میکی ماوس[۱۳]
- ریچارد اپکار در نقش جان کوچولو (رابین هود)
- بیل فارمر در نقش گوفی و پلوتو[۱۰]
- کیت فرگوسن در نقش پرنس چارمینگ (سیندرلا)
- جاش گد در نقش اولاف (یخ‌زده)[۱۴]
- جنیفر گودوین در نقش جودی هاپس (زوتوپیا)[۱۰]
- جاناتان گروف در نقش کریستوف (یخ‌زده)[۱۰]
- جنیفر هیل در نقش سیندرلا
- جس هارنل در نقش اسکاتل (پری دریایی کوچولو)
- تام هولس در نقش کازیمودو (گوژپشت نتردام)
- جرمی آیرونز در نقش اسکار (شیرشاه) (شیرشاه)[۱۰]
- دواین جانسون در نقش ماوی (موانا)[۱۵]
- باب جولز در نقش کاگزورث (دیو و دلبر)[۹]
- جودی کوهن در نقش پوکاهانتس
- ناتان لین در نقش تیمون (شیرشاه)[۱۰]
- لوک لو در نقش فلاوندر (پری دریایی کوچولو)
- ایدینا منزل در نقش السا (یخ‌زده)[۱۰]
- جیم میسکیمن در نقش ایور (وینی د پو) و مرلین (شمشیر در سنگ)[۹]
- پیوتر مایکل در نقش یاگو (علاءالدین)
- جان سی ریلی در نقش رالف (رالف خرابکار)
- مندی مور در نقش راپانزل (گیسوکمند)[۹]
- پیج اوهارا در نقش بل (دیو و دلبر)[۱۰]
- ریموند اس پرسی در نقش فلش (زوتوپیا)[۹]
- ایان آرمانته در نقش تامپر (بامبی)
- فینیکس ریسر در نقش موگلی (کتاب جنگل)
- کیتلین رابروک در نقش مینی ماوس[۱۲]
- آنیکا نونی رز در نقش تیانا (شاهدخت و قورباغه)[۱۰]
- لیا سلانگا[۱۰] در نقش مولان[۷]
- لی اسلوباتکین در نقش پیتر پن
- ناتالی بابیت تیلور در نقش سفیدبرفی
- جاش رابرت تامپسون در نقش گرامپی (سفیدبرفی و هفت کوتوله)
- آلن تودیک در نقش کلاهدوز دیوانه (آلیس در سرزمین عجایب)[۱۶]
- اسکات وینگر در نقش علاءالدین[۹]
- ریچارد وایت در نقش گاستون (دیو و دلبر)[۹]
- دنیل ولف در نقش رابین هود[۹]
- کلی مری ترن در نقش رایا

### ضبط‌های آرشیوی
- استن الکساندر در نقش بامبی (بامبی)
- استفن جی اندرسون در نقش پسر با کلاه بولر (ملاقات با رابینسون‌ها)[۱۷][۱۸]
- آکوافینا در نقش سیسو (رایا و آخرین اژدها)
- بیل باوکم در نقش بانو و ولگرد (بانو و ولگرد)
- پیتر بن در نقش تامپر (بامبی)
- اریک بلور در نقش آقای تاد (ماجراهای ایکابد و آقای تاد)
- چارلی کالاس در نقش الیوت (اژدهای پیت)
- پت کرول در نقش اورسولا (پری دریایی کوچولو)
- بابی دریسکال در نقش پیتر پن[۱۲]
- کلیف ادواردز در نقش جیمینی کریکت (پینوکیو)[۱۹]
- ورنا فلتون در نقش فلورا (زیبای خفته)[۱۲]
- سانتینو فونتانا در نقش هانس (یخ‌زده)[۱۲]
- جوزف گوردون لویت در نقش سیاره گنج (سیاره گنج)
- رابرت گویلام در نقش رافیکی (شیرشاه)
- استرلینگ هالووی در نقش گربه چشایر (آلیس در سرزمین عجایب), کا (کتاب جنگل), و وینی پو[۱۲]
- بیلی جول در نقش الیور و دوستان (الیور و دوستان)
- چارلز یودلز در نقش استرومبولی (پینوکیو)
- باربارا لودی در نقش مری وتر (زیبای خفته)[۱۲]
- جیمز مک دونالد در نقش جک و گاس (سیندرلا)
- باب نیوهارت در نقش نجات‌دهندگان (نجات‌دهندگان)
- کلارنس نش در نقش دانلد داک
- آدام راین در نقش امدادگران: مأموریت زیرزمینی (امدادگران: مأموریت زیرزمینی)
- کریس سندرز در نقش استیچ (لیلو و استیچ)
- سارا سیلورمن در نقش رالف خرابکار (رالف خرابکار)
- دیوید اسپید در نقش کوزکو (زندگی جدید امپراتور)
- مارک والتون در نقش تیزپا (تیزپا)
- فرانک ولکر در نقش ابو (علاءالدین) و امدادگران: مأموریت زیرزمینی (امدادگران: مأموریت زیرزمینی)
- رابین ویلیامز در نقش جینی (علاءالدین)[۱۴]
- مایکل لئون وولی در نقش شاهدخت و قورباغه (شاهدخت و قورباغه)
- آلن یونگ در نقش اسکروج مک‌داک (سرود کریسمس میکی)

## بازخورد
این فیلم کوتاه نقدهای مثبتی از سوی منتقدان دریافت کرد و آنها آن را «تجربه‌ای احساسی و نوستالژیک» نامیدند.